# إيرل إيفانز (لاعب كرة قدم أمريكية)
إيرل إيفانز (بالإنجليزية: Earl Evans) هو لاعب كرة قدم أمريكية أمريكي، ولد في 14 أبريل 1900 في لوكاس في الولايات المتحدة، وتوفي في 5 ديسمبر 1991.